# 황덕항
황덕항은 경상남도 거제시 하청면 대곡리, 칠천도 섬에 있는 어항이다. 2003년 2월 3일 어촌정주어항으로 지정하여 관리하고 있다. 시설관리자는 거제시장이다.

## 어항 연혁
- 대곡(大谷)의 서쪽바다 황덕도(黃德島)의 섬마을로 면적 0.2km2로 숲이 울창하여 크고 작은 노루가 서식함으로 누른덕 또는 노인득도라 하여 황덕도(黃德島)라 하였다.

## 어항 구역
- 수역: 미지정(거제시 하청면 대곡리 748-11번지 수역)
- 육역: 미지정

## 어항 시설
- 선착장

## 주요 어종
- 도다리, 노래미, 홍합 등